# Laurent Henquet
Pour les articles homonymes, voir Henquet.
Laurent Henquet, né le 16 janvier 1958 à Charleroi est un homme politique belge wallon, membre du Mouvement réformateur. 
Il est licencié et agrégé en philologie classique et en éducation physique ;  directeur de l'Institut Saint-Louis à Namur.

## Carrière politique
- Conseiller communal à Fernelmont depuis 2012
- député wallon depuis le 18 juin 2014 en suppléance de Anne Barzin, devenue sénatrice cooptée
  - député de la Communauté française de Belgique